# Robert Downey, Jr.
Robert John Downey, Jr. (n. 4 aprilie 1965, New York City, New York, SUA) este un actor, producător, scenarist, cântăreț și comedian american, nominalizat de trei ori la premiile Oscar (1993, 2009, 2024) și câștigător al acestuia în 2024 (pentru cel mai bun actor în rol secundar în filmul Oppenheimer), dublu laureat al premiului Globul de Aur (2001, 2010) și laureat al premiului BAFTA (1993). El a debutat ca actor în filmul tatălui său, Robert Downey, Sr. – Pound.
Printre cele mai recente filme în care a jucat sunt The Singing Detective, Kiss Kiss Bang Bang, A Scanner Darkly, Gothika, Zodiac și Tropic Thunder, pentru care a fost nominalizat la Premiul Oscar pentru cel mai bun actor în rol secundar. În 2008, Downey a jucat în rolul supereroului Marvel Tony Stark / Iron Man în filmul de acțiune Iron Man, un rol pe care l-a reluat în Iron Man 2, The Avengers, Iron Man 3, Avengers: Age of Ultron, Captain America: Civil War, SpiderMan: Homecoming, Avenger: Infinity War și Avengers: Endgame. De asemenea, el a avut o apariție cameo în filmul The Incredible Hulk.
Downey a jucat în filme care au încasat fiecare peste 500 de milioane $ la box office pe plan mondial. Două dintre acestea, The Avengers și Iron Man 3, au încasat fiecare câte 1 miliard de dolari, iar filmele Avengers: Infinity War și Avengers: Endgame depășind fiecare 2 miliarde de dolari. Downey conduce lista Forbes a celor mai bine plătiți actori de la Hollywood, cu venituri estimate de 75 milioane de dolari între iunie 2012 și iunie 2013.

## Biografie
Robert Downey, Jr. este fiul regizorului Robert Downey, Sr., iar primul său rol a fost într-un film regizat de tatăl său, Pound (1970). La 20 de ani s-a alăturat, pentru un sezon, showului Saturday Night Live (1985), după care a plecat la Hollywood. În 1987 a primit rolul principal în filmulThe Pick-up Artist. În același an a jucat rolul unui dependent de droguri în Less Than Zero. În 1992 l-a interpretat pe Charlie Chaplin în filmul Chaplin, rol pentru care a primit o nominalizare la Oscar pentru „Cel mai bun actor”.

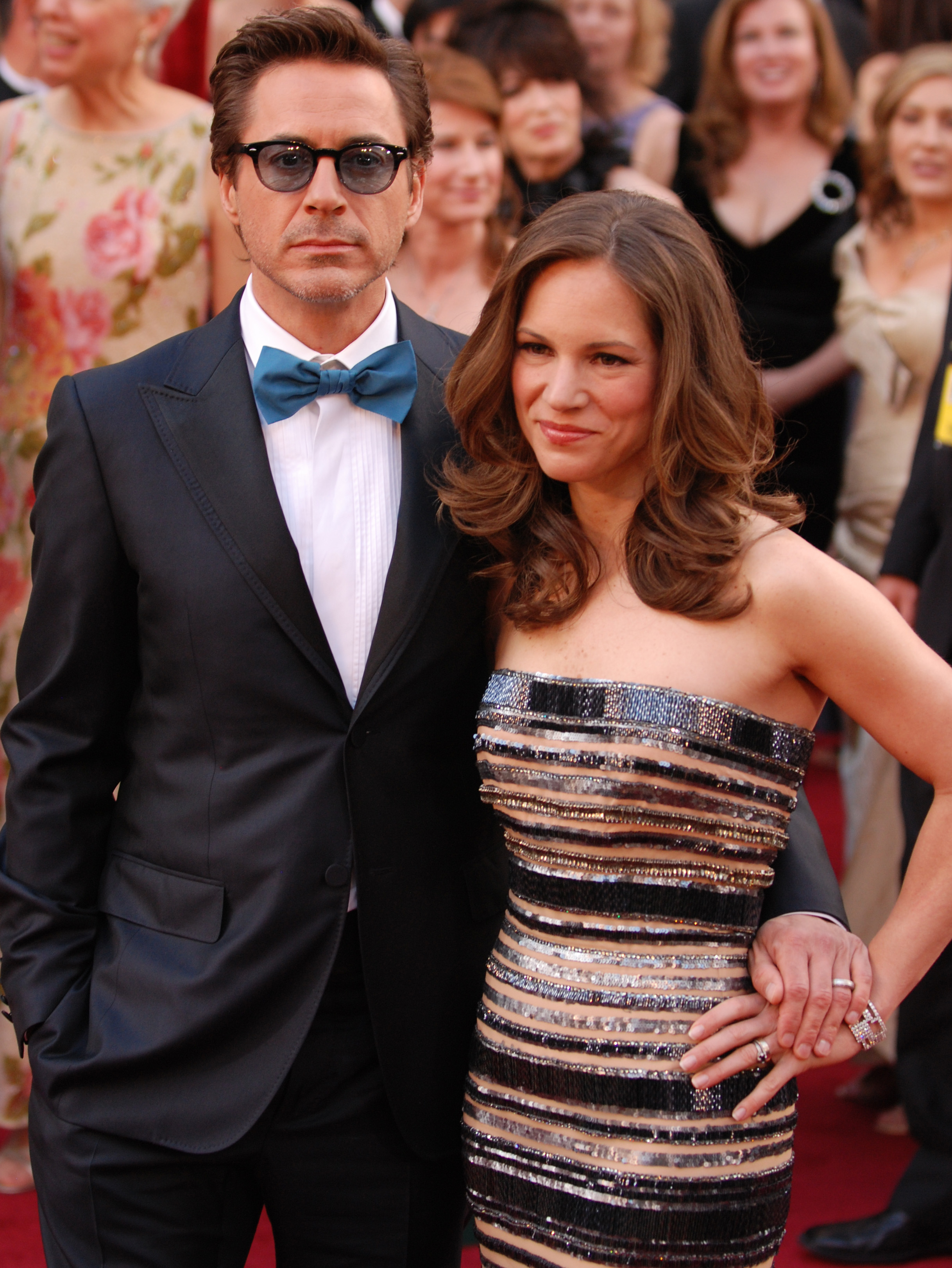
Robert Downey, Jr. și soția sa, Susan Downey, la gala Premiilor Oscar 2010

În 1997 a primit premiul Globul de Aur pentru „Cel mai bun actor într-un rol secundar” pentru interpretarea unui avocat în serialul Ally McBeal. Apoi a mai jucat în filme ca Kiss Kiss Bang Bang (2005), Zodiac (2007), Sherlock Holmes (2009) precum și seria Iron Man (2008-2010).
Între 1996 și 2001 Robert Downey Jr. a fost arestat de mai multe ori, primind chiar și pedepse cu închisoarea pentru probleme legate de consumul de droguri. A fost internat în mai multe clinici de dezintoxicare și a reușit să renunțe definitiv la droguri în 2003.
A avut relații cu Sarah Jessica Parker, Marisa Tomei și se căsătorește pentru prima oară, în 1992, cu cântăreața Deborah Falconer cu care are și un fiu, Indio Falconer. Se despart în 2001, iar divorțul se finalizează în 2004. În 2005 se căsătorește cu producătoarea Susan Levin.

## Filmografie
2019-Avenge

| An   | Titlu                                        | Rol                              | Note |
| ---- | -------------------------------------------- | -------------------------------- | --- |
| 1970 | Pound                                        | Puppy                            | Regizat de Robert Downey, Sr. |
| 1972 | Greaser's Palace                             | necreditat                       | Regizat de Robert Downey, Sr. |
| 1975 | Moment to Moment                             | necreditat                       | Regizat de Robert Downey, Sr. |
| 1980 | Up the Academy                               | necreditat                       | Regizat de Robert Downey, Sr. |
| 1983 | Baby It's You                                | Stewart                          | |
| 1984 | Firstborn                                    | Lee                              | |
| 1985 | Deadwait                                     |                                  | scurt |
| 1985 | Tuff Turf                                    | Jimmy Parker                     | |
| 1985 | Weird Science                                | Ian                              | |
| 1986 | Back to School                               | Derek Lutz                       | Regizat de Alan Metter |
| 1986 | America                                      | Paulie Hackley                   | Regizat de Robert Downey, Sr. |
| 1987 | The Pick-up Artist                           | Jack Jericho                     | |
| 1987 | Less Than Zero                               | Julian Wells                     | |
| 1988 | Johnny Be Good                               | Leo Wiggins                      | Also stars Robert Downey, Sr. |
| 1988 | 1969                                         | Ralph Karr                       | |
| 1988 | Rented Lips                                  | Wolf Dangler                     | Regizat de Robert Downey, Sr. |
| 1989 | That's Adequate                              | Albert Einstein                  | |
| 1989 | True Believer                                | Roger Baron                      | |
| 1989 | Chances Are                                  | Alex Finch                       | |
| 1990 | Air America                                  | Billy Covington                  | |
| 1991 | Too Much Sun                                 | Reed Richmond                    | Regizat de Robert Downey, Sr. |
| 1991 | Soapdish                                     | David Seton Barnes               | |
| 1992 | Chaplin                                      | Charlie Chaplin                  | BAFTA Award for Best Actor in a Leading Role London Film Critics Circle Award for Best Actor Nominalizare la—Academy Award for Best Actor Nominalizare la—Golden Globe Award for Best Actor – Motion Picture Drama |
| 1993 | Heart and Souls                              | Thomas Reilly                    | Saturn Award for Best Actor |
| 1993 | The Last Party                               | În rolul său                     | documentar written by Downey |
| 1993 | Short Cuts                                   | Bill Bush                        | Golden Globe for Best Ensemble Cast Volpi Cup |
| 1994 | Hail Caesar                                  | Jerry                            | also stars Robert Downey, Sr. |
| 1994 | A Century of Cinema                          |                                  | documentar |
| 1994 | Natural Born Killers                         | Wayne Gale                       | |
| 1994 | Only You                                     | Peter Wright, alias Damon        | |
| 1995 | Richard III                                  | Earl Rivers                      | |
| 1995 | Home for the Holidays                        | Tommy Larson                     | |
| 1995 | Restoration                                  | Robert Merivel                   | |
| 1997 | Danger Zone                                  | Jim Scott                        | |
| 1997 | One Night Stand                              | Charlie                          | Boston Society of Film Critics Award for (3rd place) Best Supporting Actor |
| 1997 | Two Girls and a Guy                          | Blake Allen                      | |
| 1997 | Hugo Pool                                    | Franz Mazur                      | Regizat de Robert Downey, Sr. |
| 1998 | The Gingerbread Man                          | Clyde Pell                       | |
| 1998 | U.S. Marshals                                | Special Agent John Royce         | |
| 1999 | In Dreams                                    | Vivian Thompson                  | |
| 1999 | Friends & Lovers                             | Hans                             | |
| 1999 | Bowfinger                                    | Jerry Renfro                     | |
| 1999 | Black and White                              | Terry Donager                    | |
| 2000 | Wonder Boys                                  | Terry Crabtree                   | Male Screen Idol Award |
| 2000 | Auto Motives                                 | Rob                              | scurt |
| 2002 | Lethargy                                     | Terapeut de animale              | scurt |
| 2003 | Whatever We Do                               | Bobby                            | scurt |
| 2003 | The Singing Detective                        | Dan Dark                         | Festival de Cine de Sitges Award for Best Actor Nominalizare la—Satellite Award for Best Actor – Motion Picture Musical or Comedy |
| 2003 | Charlie: The Life and Art of Charles Chaplin | În rolul său                     | documentar |
| 2003 | Gothika                                      | Pete Graham                      | Produs de Susan Downey |
| 2004 | Eros                                         | Nick Penrose                     | segment "Equilibrium" |
| 2005 | Game 6                                       | Steven Schwimmer                 | |
| 2005 | The Outsider                                 |                                  | documentar |
| 2005 | Kiss Kiss Bang Bang                          | Harry Lockhart                   | Produs de Susan Downey În rolul său by Indio Falconer Downey Nominalizare la—Satellite Award for Best Actor – Motion Picture Musical or Comedy Nominalizare la—Satellite Award for Best Original Song Nominalizare la—Saturn Award for Best Actor |
| 2005 | Good Night, and Good Luck.                   | Joseph Wershba                   | Nominalizare la—Broadcast Film Critics Association Award for Best Cast Nominalizare la—Gotham Award for Best Ensemble Cast Nominalizare la—Screen Actors Guild Award for Outstanding Performance by a Cast in a Motion Picture Nominalizare la—WFCA Award for Best Cast |
| 2005 | Hubert Selby Jr: It/ll Be Better Tomorrow    | Narrator                         | documentar |
| 2006 | The Shaggy Dog                               | Dr. Kozak                        | |
| 2006 | A Scanner Darkly                             | James Barris                     | Nominalizare la—Chlotrudis Award for Best Supporting Actor |
| 2006 | A Guide to Recognizing Your Saints           | Dito Montiel                     | co-Produs de Downey Sundance Film Festival Special Jury Prize – Dramatic |
| 2006 | Fur: An Imaginary Portrait of Diane Arbus    | Lionel Sweeney                   | |
| 2007 | Zodiac                                       | Paul Avery                       | |
| 2007 | Lucky You                                    | Telephone Jack                   | În rolul său |
| 2008 | Charlie Bartlett                             | Principal Nathan Gardner         | |
| 2008 | Iron Man                                     | Tony Stark/Iron Man              | Irish Film & Television Award for Best International Actor Central Ohio Film Critics Association Award for Actor of the Year (also for Tropic Thunder) Saturn Award for Best Actor Nominalizare la—Empire Award for Best Actor Nominalizare la—National Movie Award for Best Actor Nominalizare la—People's Choice Award for Favorite Superhero Nominalizare la—Teen Choice Award for Choice Movie Actor: Action Adventure |
| 2008 | The Incredible Hulk                          | Tony Stark                       | În rolul său Nominalizare la—IGN Award for Best În rolul său |
| 2008 | Tropic Thunder                               | Kirk Lazarus/Sgt. Lincoln Osiris | Boston Society of Film Critics Award for Best Ensemble Cast Central Ohio Film Critics Association Award for Actor of the Year (also for Iron Man) Nominalizare la—Academy Award for Best Supporting Actor Nominalizare la—BAFTA Award for Best Actor in a Supporting Role Nominalizare la—Broadcast Film Critics Association Award for Best Supporting Actor Nominalizare la—Chicago Film Critics Association Award for Best Supporting Actor Nominalizare la—Dallas-Fort Worth Film Critics Association Award for Best Supporting Actor Nominalizare la—Detroit Film Critics Society Award for Best Supporting Actor Nominalizare la—Houston Film Critics Society Award for Best Supporting Actor Nominalizare la—Golden Globe Award for Best Supporting Actor - Motion Picture Nominalizare la—Online Film Critics Society Award for Best Supporting Actor Nominalizare la—Satellite Award for Best Supporting Actor – Motion Picture Nominalizare la—Screen Actors Guild Award for Outstanding Performance by a Male Actor in a Supporting Role - Motion Picture |
| 2009 | The Soloist                                  | Steve Lopez                      | Nominalizare la—Prism Award for Best Performance in Feature Film |
| 2009 | Sherlock Holmes                              | Sherlock Holmes                  | Produs de Susan Downey Golden Globe Award for Best Actor – Motion Picture Musical or Comedy Irish Film & Television Award for Best International Actor Nominalizare la—Empire Award for Best Actor Nominalizare la—MTV Movie Award for Best Fight (Shared with Mark Strong) Nominalizare la—Saturn Award for Best Actor Nominalizare la—Teen Choice Award for Best Action Adventure Actor |
| 2010 | Iron Man 2                                   | Tony Stark/Iron Man              | Co-writer Executive Producer Susan Downey Spike Guy's Choice Award for Deadliest Warrior Nominalizare la—People's Choice Award – Favorite Action Star Nominalizare la—People's Choice Award – Favorite Movie Actor Nominalizare la—People's Choice Award – Favorite On-Screen Team (Shared with Don Cheadle) Nominalizare la—Kids' Choice Award – Favorite Buttkicker Nominalizare la—Teen Choice Award for Choice Movie Dance |
| 2010 | Due Date                                     | Peter Highman                    | Executive Producer Susan Downey Nominalizare la—Teen Choice Award for Choice Movie Hissy Fit |
| 2011 | Sherlock Holmes: Jocul umbrelor              | Sherlock Holmes                  | Produs de Susan Downey |
| 2012 | The Avengers                                 | Tony Stark/Iron Man              | |
| 2013 | Iron Man 3                                   | Tony Stark/Iron Man              | |
| 2014 | Chef                                         | Marvin                           | |
| 2014 | The Judge                                    | Hank Palmer                      | |
| 2015 | Avengers: Age of Ultron                      | Tony Stark / Iron Man            | |
| 2016 | Captain America: Civil War                   | Tony Stark / Iron Man            | |
| 2017 | Spider-Man: Homecoming                       | Tony Stark / Iron Man            | Post-productie |
| 2018 | Avengers: Infinity War                       | Tony Stark/Iron Man              | |
| 2019 | Avengers: Endgame                            | Tony Stark/ Iron Man             | |
| 2020 | Dolittle                                     | Doctor Dolittle                  | |
| 2023 | Oppenheimer                                  | Lewis Strauss                    | |

| An         | Titlu                         | Rol                   | Note |
| ---------- | ----------------------------- | --------------------- | --- |
| 1985– 1986 | Saturday Night Live           | Cast member           | 18 episoade |
| 1995       | Mr. Willowby's Christmas Tree | Mr. Willowby          | film de televiziune |
| 2000–2002  | Ally McBeal                   | Larry Paul            | 15 episoade Golden Globe Award for Best Performance by an Actor in a Supporting Role in a Series, Mini-Series or Motion Picture Made for Television Screen Actors Guild Award for Outstanding Performance by a Male Actor in a Comedy Series Nominalizare la—American Comedy Award for Funniest Supporting Male Performer in a TV Series Nominalizare la—Primetime Emmy Award for Outstanding Supporting Actor – Comedy Series Nominalizare la—Screen Actors Guild Award for Outstanding Performance by an Ensemble in a Comedy Series Nominalizare la—TV Guide Award for Best Supporting Actor Nominalizare la—Television Critics Association Award for Individual Achievement in Comedy |
| 2005       | Family Guy                    | Patrick Pewterschmidt | voce, episodul "The Fat Guy Strangler" |